# 케니 커닝엄
케네스 에드워드 커닝엄(영어: Kenneth Edward Cunningham, 1971년 6월 28일 ~ )은 수비수로 활약했던 아일랜드의 전 축구 선수이다. 그는 2005년 은퇴할 때까지 아일랜드 국가대표팀에서 국제 경기를 뛰었다. 그는 1989년부터 2007년까지 잉글랜드에서 프로 클럽 경력을 보냈으며, 밀월, 윔블던, 버밍엄 시티, 선덜랜드에서 뛰며 잉글리시 풋볼 리그와 프리미어리그에서 500경기 이상 출전했다.
프로 선수로 은퇴한 후 그는 RTÉ 스포츠에서 평론가로 활동했으며, 2011년에 UEFA 프로 라이선스 코치 자격을 성공적으로 취득했다.

## 구단 경력

### 밀월
1989년 9월 18일, 18세였던 커닝엄은 잉글랜드 풋볼 리그 1부 소속 밀월과 1년 계약을 체결했다. 그는 시즌을 잉글랜드에서 뛰며 경험을 쌓아 아일랜드에서 좋은 계약을 얻으려는 기대를 가지고 있었으나, 그 "시험" 시즌이 끝나기 3개월 전 밀월이 2년 추가 계약을 제안하면서 계획이 바뀌었다. 그는 1990년 3월 17일, 노리치 시티와의 원정 경기에서 라이트백으로 선발 출전해 풋볼 리그 데뷔 전을 치렀고, 그 시즌 동안 4경기를 더 선발로 뛰었다. 클럽에서 5년 동안 총 136경기에 출전했으며, 1994년 4월, 포츠머스와의 경기에서 자신의 유일한 경력 골을 기록했다.

### 윔블던
커닝엄과 팀 동료 존 굿맨은 1994년 11월, 총 이적료 130만 파운드에 윔블던으로 이적했다. 커닝엄은 윔블던에서 리그 경기 250경기에 출전했으며, 두 차례에 걸쳐 런던 구단의 시즌 최우수 선수로 선정되었다. 2000년 2월, 커닝엄은 첼시 주장 데니스 와이즈와의 경기 후 발생한 사건에 연루되었다. 커닝엄은 와이즈의 심한 도발에 대한 부적절한 행동을 인정했으며, 잉글랜드 축구 협회로부터 5,000파운드의 벌금을 부과받았다. 와이즈는 터널에서의 다툼으로 품행 위반 혐의를 받았으며 7,500파운드의 벌금을 부과받았다. 또한 첼시와 윔블던 구단은 선수 관리 실패로 각각 5만 파운드씩의 벌금을 받았다.

### 버밍엄 시티
커닝엄은 2002년 프리미어리그로 새로 승격한 버밍엄 시티로 이적료 60만 파운드에 이적했다. 그는 즉시 선발 명단에 합류하여, 평소 맡던 라이트백 대신 부상당한 주장 스티브 비커스를 대신해 센터백으로 뛰었다. 그는 1월 이적 시장에서 합류한 매슈 업슨과 훌륭한 수비 파트너십을 형성했으며, 그 시즌이 끝날 무렵 팀 동료들로부터 시즌 최우수 선수로 선정되었다.
2003-04년 시즌 초반 몇 경기 후, 버밍엄의 감독 스티브 브루스는 커닝엄을 "현재 컨디션으로 볼 때 프리미어리그 최고의 수비수"라고 평가했다. 팬들 사이에서 "킹 케니"라는 별명을 얻은 커닝엄은 조직적이고 견고한 수비수로 명성이 높았으며, 맨체스터 유나이티드와 아일랜드의 풀백 데니스 어윈은 2003년 11월 "과거에는 그의 능력이 과소평가되었지만, 올해는 사람들이 그가 얼마나 뛰어난 선수인지 깨닫고 있다"고 말했다.
2005-06년 프리미어리그 시즌 종료 후 구단이 강등되자, 커닝엄을 포함한 1군 선수 8명이 방출되었다. 2006년 5월 11일, 커닝엄은 언론을 통해 브루스 감독과 이사회를 강도 높게 비판하며, 시즌 내내 준비 부족이 강등의 원인이라고 주장했다. 그는 구단을 "심장도 없고, 더 걱정스러운 것은 영혼도 없는 시체"에 비유했다. 팬들은 대체로 커닝엄의 의견에 공감했으나 , 구단은 격분했으며, 구단주 데이비드 골드는 "만약 우리가 강등되지 않고, 포츠머스가 강등되었으며, 그가 좋은 조건의 새 계약을 받았다면 케니도 같은 말을 했을지 궁금하다"고 말했다.

### 선덜랜드
커닝엄은 2006년 7월 19일, 선덜랜드와 계약했으며, 선덜랜드 구단주 나이얼 퀸은 그의 리더십을 높이 평가했다. 그는 챔피언십 우승을 차지한 블랙 캣츠에서 11경기에 출전했으나, 10월 이후에는 출전하지 못했다. 그 시기에 로이 킨 감독에 의해 주장으로 임명되었으나 부상을 당했기 때문이다. 시즌 종료 후 그는 방출되었고 선수 생활을 마감했다.

## 국가대표팀 경력
커닝엄은 아일랜드 국가대표팀에서 총 72경기를 뛰었다. 그는 1996년 4월 24일, 프라하에서 열린 체코와의 친선 경기에서 0-2로 패한 경기에서 데뷔 전을 치렀다.
그는 1998년에 FAI 시니어 인터내셔널 올해의 선수로 선정되었다.
2001년 3월, 부상으로 인한 긴 공백 후 복귀하여 키프로스와의 경기에서 리처드 던을 대신해 게리 브린과 수비 파트너로 나섰다. 커닝엄은 2002년 FIFA 월드컵 이후 팀 주장으로 임명되었다. 감독 믹 매카시는 "케니의 선수로서의 장점은 쉽게 알 수 있다. 처음부터 그는 큰 영향력을 발휘해 왔다. 그는 경기장에서 말하는 선수이며, 주변 선수들을 조직하고, 경기장 밖에서는 차분한 영향력을 가진다."라고 말했다.
커닝엄은 2005년 10월 12일, 란스다운 로드에서 열린 스위스와의 무승부 경기 이후, 팀이 2006년 FIFA 월드컵 본선 진출에 실패하면서 72경기 출전을 기록하고 34세의 나이로 국가대표에서 은퇴했다.
커닝엄은 21세 이상의 선수들이 국가대표팀 소속을 변경할 수 있도록 허용한 FIFA 규정 변경에 대해 신중할 것을 촉구했다. 2010년 FIFA 월드컵을 앞둔 아일랜드의 예선 캠페인과 관련해 그는 "나는 그 규정을 매우 찬성하는 편은 아니다"라며, "누군가가 마지막 순간에 합류하고, 그로 인해 내가 월드컵에 나가지 못하게 된다면, 내가 그 대표팀 선수였다면 정말 실망스러웠을 것"이라고 말했다.